# 3677 Magnusson
3677 Magnusson è un asteroide della fascia principale. Scoperto nel 1984, presenta un'orbita caratterizzata da un semiasse maggiore pari a 2,2659837 au e da un'eccentricità di 0,2008825, inclinata di 4,29731° rispetto all'eclittica.
L'asteroide è dedicato all'astronomo svedese Per Magnusson.